# Nha Kỹ thuật, Quân lực Việt Nam Cộng hòa
Nha Kỹ thuật (tiếng Anh: Strategic Technical Directorate – STD) là Cơ quan Tình báo chiến lược của Quân lực Việt Nam Cộng hòa, trực thuộc Bộ Tổng tham mưu, đặc trách tổ chức, hoạt động biệt kích thu thập tin tức tình báo, phản tình báo chiến lược chống lại chính quyền Việt Nam Dân chủ Cộng hòa và Mặt trận Dân tộc Giải phóng miền Nam Việt Nam.

## Lịch sử hình thành
Tiền thân của Nha Kỹ thuật là Sở Khai thác Địa hình (Topographic Exploitation Service) do Đại tá Lê Quang Tung chỉ huy. Sau cuộc Đảo chính Việt Nam Cộng hòa 1963, Sở Khai thác Địa hình bị giải tán. Các phòng ban được giải thể hoặc phân vào các cơ quan thuộc Bộ Quốc phòng. Riêng các đơn vị tác chiến được tập hợp để hình thành một Đơn vị độc lập với Bộ chỉ huy riêng.
Nha Kỹ thuật thành lập tháng 12 tháng 2 năm 1965, giải tán vào ngày 28 tháng 4 năm 1975 theo khẩu lệnh của Đại tướng Tổng Tham mưu Trưởng.

## Tổ chức
Nha Kỹ thuật có cấp số ngang cấp Sư đoàn bao gồm:
- Sở Công tác (Biệt kích Hắc Long) đóng tại Sơn Trà, Đà Nẵng. Sở có các Đoàn 11, 71 và 72 đóng tại Đà Nẵng, Đoàn 75 đóng trên Pleiku (Quân khu 2) và Đoàn 68 tại Sài Gòn (Biệt khu Thủ đô). Các toán trong Đoàn công tác có nhiệm vụ xâm nhập bằng đường không hoặc đường bộ vào lòng đối phương tại Miền Bắc hay biên giới Lào, Campuchia hoặc Thái Lan. Chỉ huy trưởng đầu tiên của Sở Công tác là Đại tá Ngô Thế Linh, nguyên là Phó Giám đốc Nha Kỹ thuật. Các chỉ huy kế tiếp là các Đại tá Trần Văn Hai và Ngô Xuân Nghị.
- Sở Liên lạc (Biệt kích Lôi Hổ) đóng tại Sài Gòn. Sở có các Chiến đoàn 1 tại Đà Nẵng, Chiến đoàn 2 trên Kon Tum và Chiến đoàn 3 tại Ban Mê Thuột. Các toán thuộc Sở Liên lạc có nhiệm vụ xâm nhập vào hậu tuyến đối phương từ vĩ tuyến 17 trở ra, những đợt xâm nhập này thường là thăm dò các vị trí hậu cần, kho xăng và bắt sống quân nhân VNDCCH.
- Sở Phòng vệ Duyên hải (Coastal Security Service) đóng tại Tiên Sa, Đà Nẵng gồm Lực lượng Hải tuần và Lực lượng Biệt Hải. Lực lượng Hải tuần có nhiệm vụ chính là thi hành những công tác hành quân đặc biệt bằng đường biển trong vùng lãnh hải Miền Bắc từ vĩ tuyến 17 trở lên, thả và vớt các toán Biệt Hải, các chiến đĩnh thuộc Lực lượng Hải tuần. Ngoài ra, còn thực hiện nhiều công tác riêng biệt khác như pháo kích, chặn bắt tàu bè, chiến tranh tâm lý... Lực lượng Biệt hải có nhiệm vụ dùng người nhái xâm nhập vào Bắc Việt.
- Sở Tâm lý chiến đóng tại số 7 đường Hồng Thập Tự,[3] Sài Gòn. Sở có nhiệm vụ tổ chức và điều hành Đài Tiếng nói Tự do và Đài Gươm thiêng Ái quốc.
- Sở Không yểm (Kingbee) đóng tại Sài Gòn thuộc Không lực Việt Nam Cộng hòa có nhiệm vụ phối trí với các Phi đoàn trong việc xâm nhập, liên lạc, hướng dẫn và rút các toán biệt kích hoạt động trong lòng đối phương.
- Trung tâm huấn luyện Quyết Thắng đóng tại Long Thành, Biên Hòa huấn luyện về chiến tranh ngoại lệ cho các toán biệt kích, các phương pháp xâm nhập vào lãnh thổ đối phương, hoạt động nơi hậu phương đối phương, đột kích, ám sát, bắt cóc, phá hoại, chiến tranh tâm lý...

## Chỉ huy trưởng qua các thời kỳ
| STT | Họ và Tên                                                 | Cấp bậc     | Tại chức         | Chú thích                                                                    |
| --- | --------------------------------------------------------- | ----------- | ---------------- | ---------------------------------------------------------------------------- |
| 1   | Lê Quang Tung Võ khoa Thủ Đức K3p (Khóa 9B trừ bị Đà Lạt) | Đại tá      | 4/1963 – 11/1963 | Thời kỳ Nha Kỹ thuật còn mang tên Sở Khai thác Địa hình.                     |
| 2   | Lê Văn Nghiêm Võ bị Pháp                                  | Trung tướng | 11/1963 – 2/1964 | Kiêm Tư lệnh Binh chủng Nhảy dù, tạm thay thế Đại tá Cao Văn Viên 1 tuần lễ. |
| 3   | Trần Văn Hổ (LQ) (Blanchard) Võ bị Huế K2                 | Đại tá      | 2/1964 – 6/1968  |                                                                              |
| 4   | Đoàn Văn Nu Võ bị Đà Lạt K9                               | Đại tá      | 6/1968 – 4/1975  |                                                                              |